# オオバンガジュツ

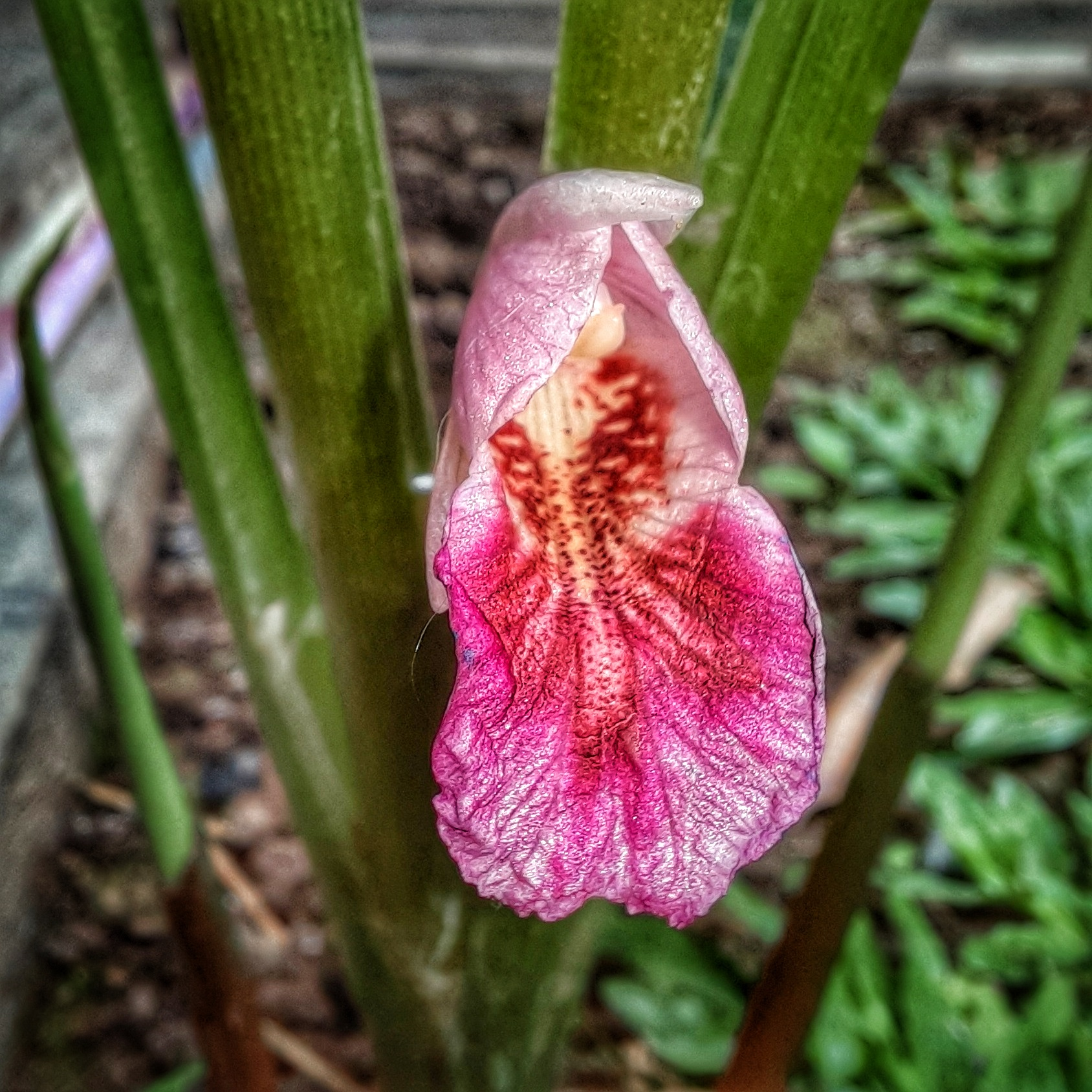
オオバンガジュツの花（前面）

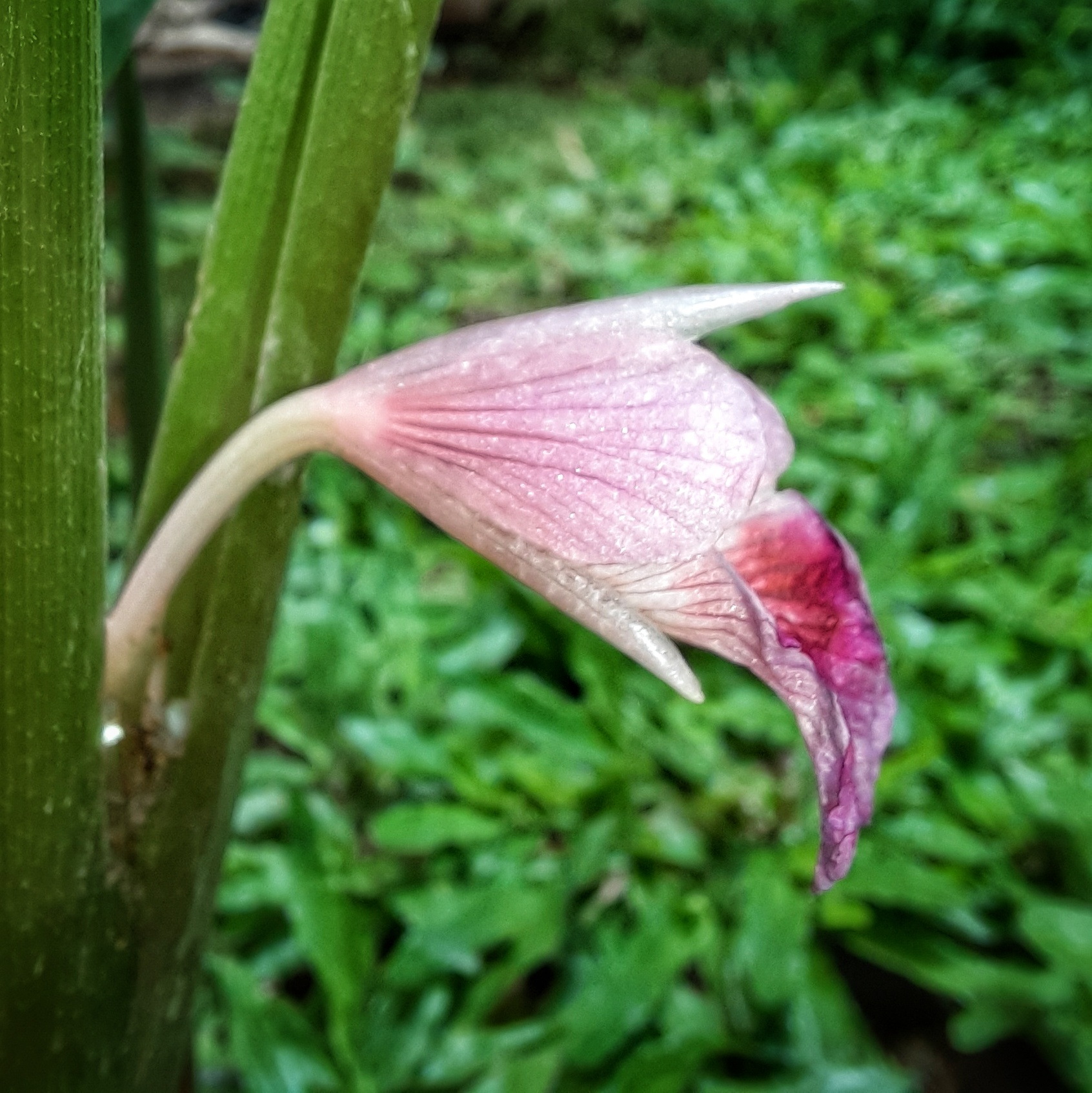
オオバンガジュツの花（側面）

オオバンガジュツ (大判我朮· 大判我術· 大判我蒁·大判莪荗, Chinese keys)は、中国及び東南アジアが原産の医薬品や料理に使われるハーブである。地下茎の形が指の形に似ているため、英語では、伝統的に根の部分はfingerrootと呼ばれる。
ショウガ科の一年草である。中国の雲南省南部からマレーシアが原産であり、熱帯雨林で育つ。地下茎は、バナナやショウガ、ガランガル、ウコン等と同じように多くの房状に広がる。これらの構造は栄養を蓄積し、末端よりも中央部が膨れた形となる。内部は種類により様々な色、香りを持つ。地上部は鞘で覆われた葉と茎で構成される。葉鞘は赤色で、葉全体は楕円形であり、頂部は鋭い。高さは61-91 cmであり、葉の大きさは、約50 dm×12 cmである。葉柄の中央には深い溝がある。花は、幹の根元部分の葉鞘の間に現れる。花弁は白色または薄い桃色で、一度に一つの花が咲く。

## 利用

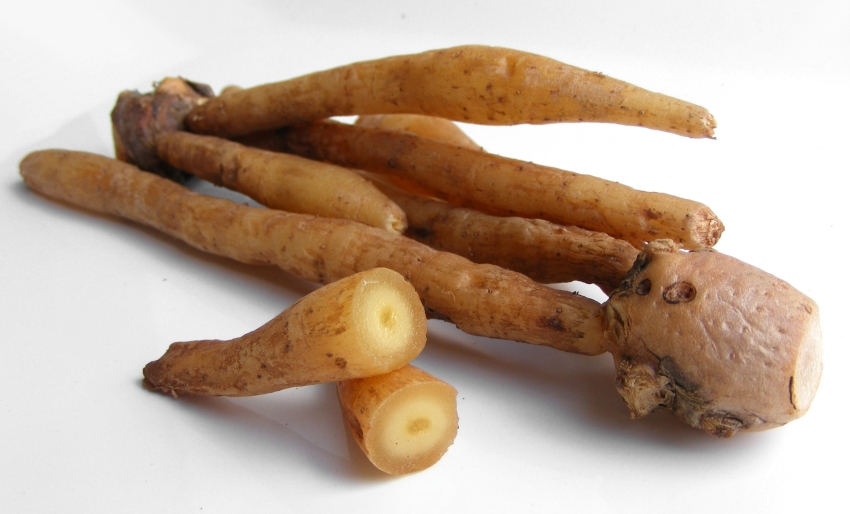
オオバンガジュツの塊根

インドネシアではtemu kunciと呼ばれて、ジャワ料理で広く用いられる。
料理での利用に加え、スパイス、香料、染料、また伝統医薬にも用いられる。その発見後、オオバガンジュツは、ラットや微生物の研究材料として用いられた。
タイではkrachaiと呼ばれ、ゲーン・タイ・プラー等のタイ料理の材料に用いられる。カンボジアではk'cheayと呼ばれ、カンボジア料理のクルンというペーストの材料にする。西洋では、ピクルスや冷凍の状態で見られる。地下茎はメインディッシュ用の野菜として調理したり、若い根は生のまま食べることもある。伝統的なインドネシア料理のテンペを作る際にも用いられる。インドネシアやインドシナ、インドでは地下茎や根を栽培し、カレー料理にもよく使う。ジャムウのような内服薬の成分としても用いられる。
ショウガ科の別種で、lesser galangalという同じ別名を持つリョウキョウと混同されることがある。